# Савока, Нэнси
Нэ́нси Ло́ра Саво́ка (англ. Nancy Laura Savoca; 23 июля 1959, Бронкс, Нью-Йорк, США) — американский кинорежиссёр, сценарист и кинопродюсер.

## Биография
Нэнси Лора Савока родилась 23 июля 1959 года в Бронксе (штат Нью-Йорк, США) в семье сицилийских и аргентинских иммигрантов Калогеро Савока и Марии Эльвиры Савока.
После прохождения курсов в «Queens College», Нэнси отправилась в кино школу при «New York University» в 1982 году, «Tisch School of the Arts».

## Карьера
В 1989 году Нэнси дебютировала в качестве режиссёра и сценариста с фильмом «Истинная любовь».
В 2002 году Нэнси дебютировала в качестве продюсера с фильмом «Рено: Бунтарь без паузы», который она также сняла.
Всего Нэнси сняла, написала сценарии и спродюсировала 13 фильмов и телесериалов.
Нэнси — лауреат пяти премий и номинантка на 4.

## Личная жизнь
С 31 мая 1980 года Нэнси замужем за кинопродюсером Ричардом Гуаем. У супругов есть трое детей: два сына, Бобби Гуай (род.1986) и Кенни Гуай (род.1989), и дочь — Мартина Гуай (род.1992).

## Избранная фильмография
режиссёр
- 1989 — «Истинная любовь[англ.]»/True Love
- 1991 — «Дурацкое пари»/Dogfight
- 1996 — «Если бы стены могли говорить»/If These Walls Could Talk
- 1999 — «24 часа из жизни женщины»/The 24 Hour Woman
- 2002 — «Рено: Бунтарь без паузы»/Reno: Rebel Without a Pause

сценарист
- 1989 — «Истинная любовь[англ.]»/True Love
- 1999 — «Двадцатичетырёхчасовая женщина»/The 24 Hour Woman

продюсер
- 2002 — «Рено: Бунтарь без паузы»/Reno: Rebel Without a Pause